# Oxymetopon
Oxymetopon Bleeker, 1860 è un genere di pesci ossei marini appartenenti alla famiglia Microdesmidae e alla sottofamiglia Ptereleotrinae.

## Descrizione
Noti come "ribbon gobies" in inglese, i pesci del genere Oxymepoton presentano un corpo molto allungato e compresso lateralmente. La lunghezza massima registrata è di 24 cm (O. compressus).

## Tassonomia
In questo genere sono riconosciute 5 specie:
- Oxymetopon compressus Chan, 1966
- Oxymetopon cyanoctenosum Klausewitz & Condé, 1981
- Oxymetopon filamentosum Fourmanoir, 1967
- Oxymetopon formosum Fourmanoir, 1967
- Oxymetopon typus Bleeker, 1861

## Distribuzione e habitat
Sono diffusi nell'ovest dell'oceano Pacifico e sono tipici di fondali fangosi.